# 古賀久美子のおはようクラシック
古賀久美子のおはようクラシック（こがくみこのおはようクラシック）は、KBCラジオで放送している朝の音楽番組である。
パーソナリティは、クラリネット奏者の古賀久美子(本名は山内久美子。アナウンサーの古賀久美子とは別人)。

## 放送時間
- 日曜日：7:45～7:55

## 番組内容
毎週、様々なクラシック音楽家を1人取り上げて紹介した後に、その音楽家の楽曲を流す番組。